# Lindenthal (Distrito municipal)

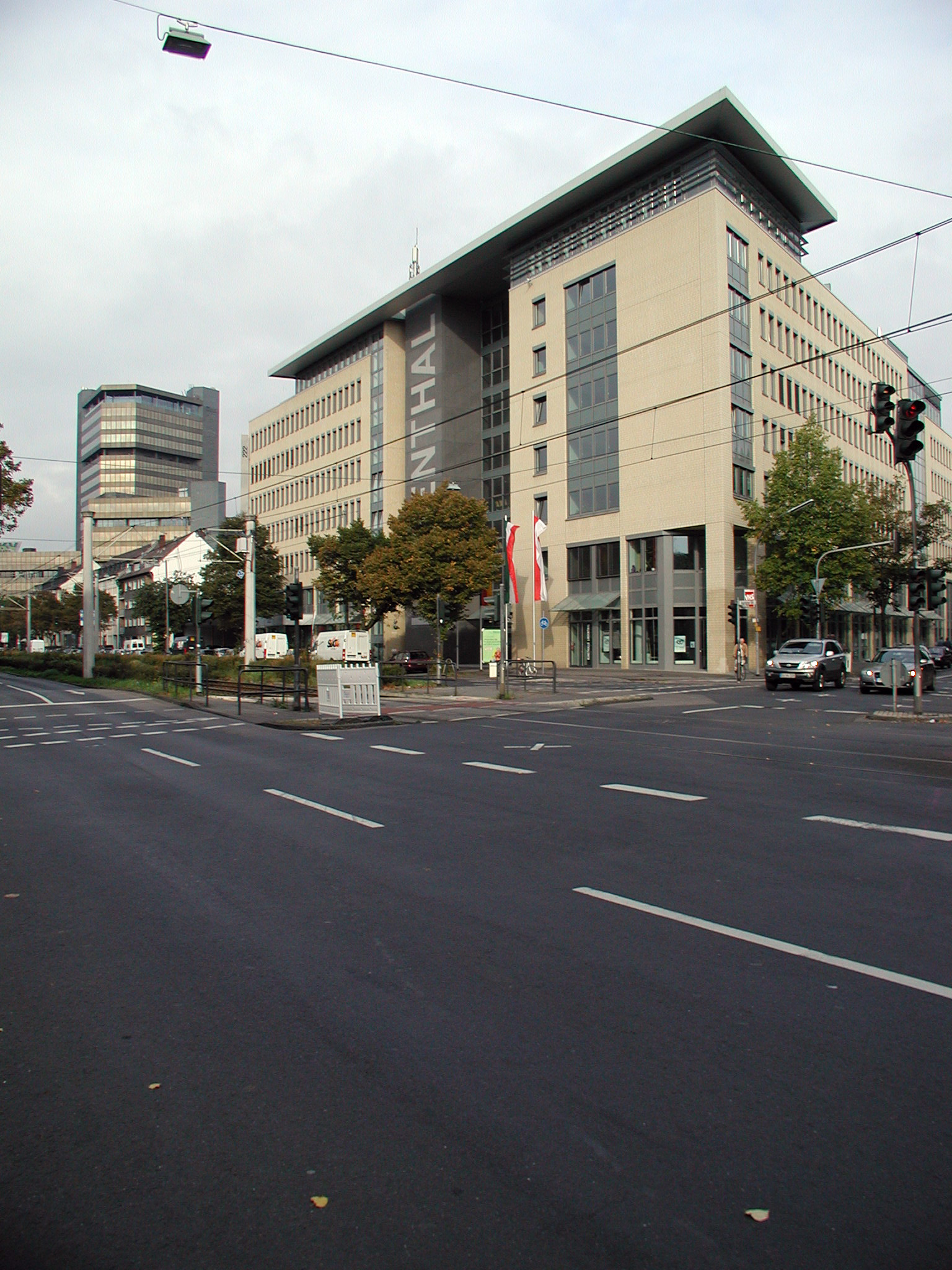
Ayuntamiento del distrito en la calle Aachener

Lindenthal es el distrito 3 de Colonia. Incluye los barrios de Braunsfeld, Junkersdorf, Klettenberg, Lindenthal, Lövenich, Müngersdorf, Sülz, Pastos y Widdersdorf.
La incorporación de los barrios Braunsfeld, Klettenberg, Lindenthal, Müngersdorf y Sülz  se realizó en el año de 1888; el resto de distritos de la ciudad se incorporaron en el año 1975.
En Lindenthal se encuentran la Universidad de Colonia y el cementerio Melaten. La calle Aachner y Dürener, en el barrio de Lindenthal, así como la Berrenrather y la de Luxemburger, en el barrio de Sülz están entre las más importantes y principales calles del distrito, en las cuales se encuentran muchas tiendas, empresas y escuelas.